# Šmolovy

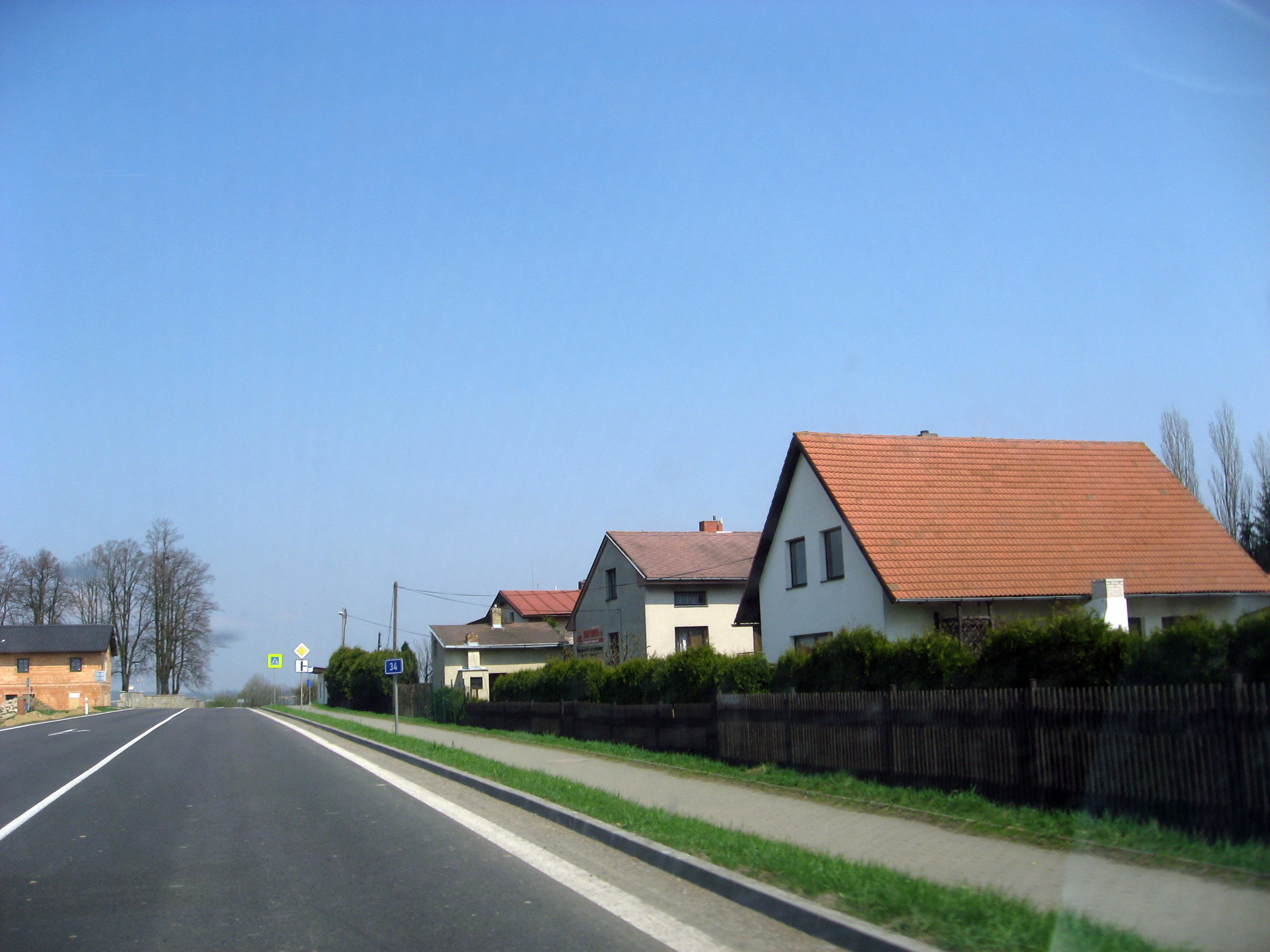
Häuser an der Straße nach Havlíčkův Brod

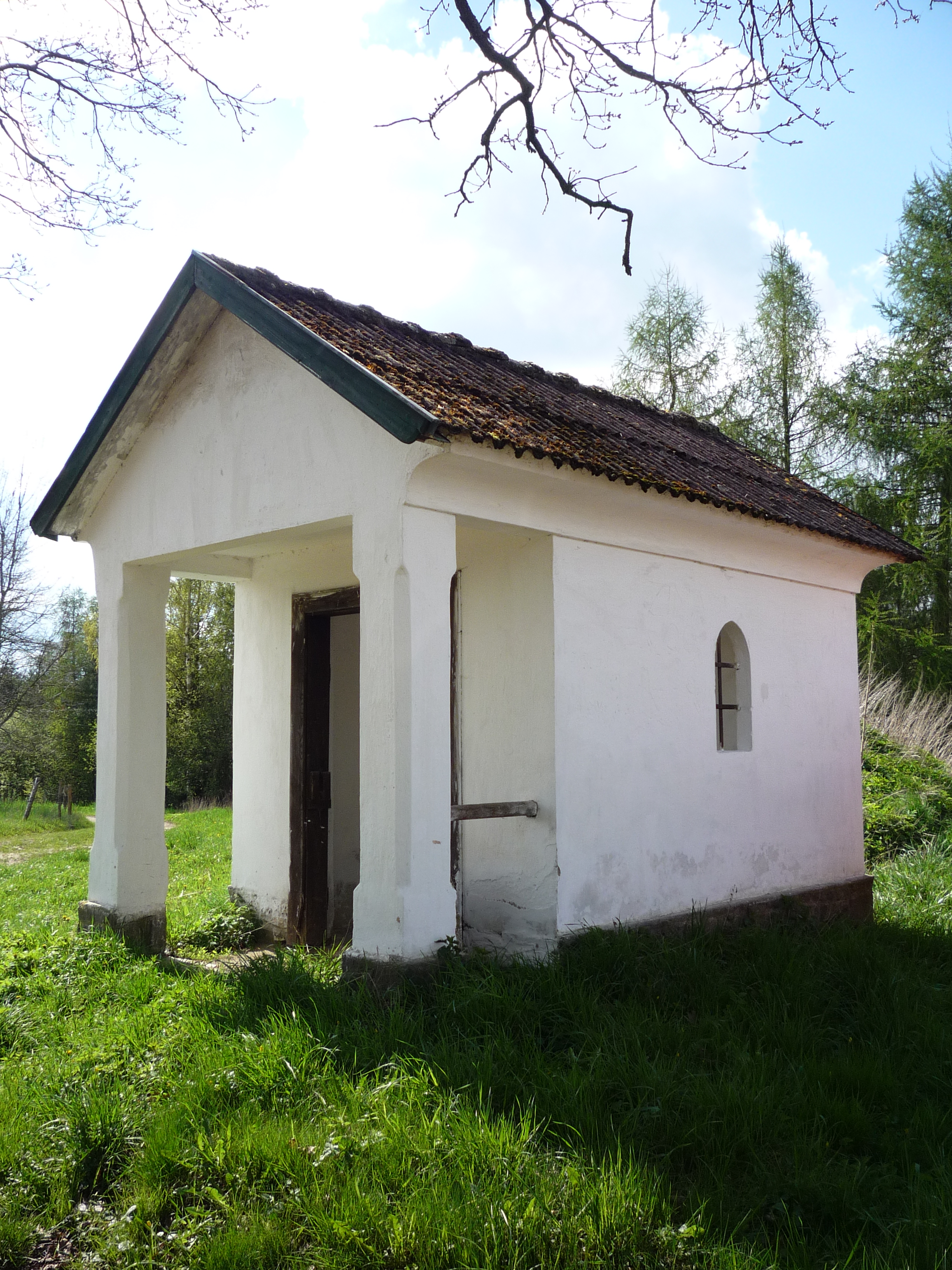
Bergr-Kapelle in Dolík

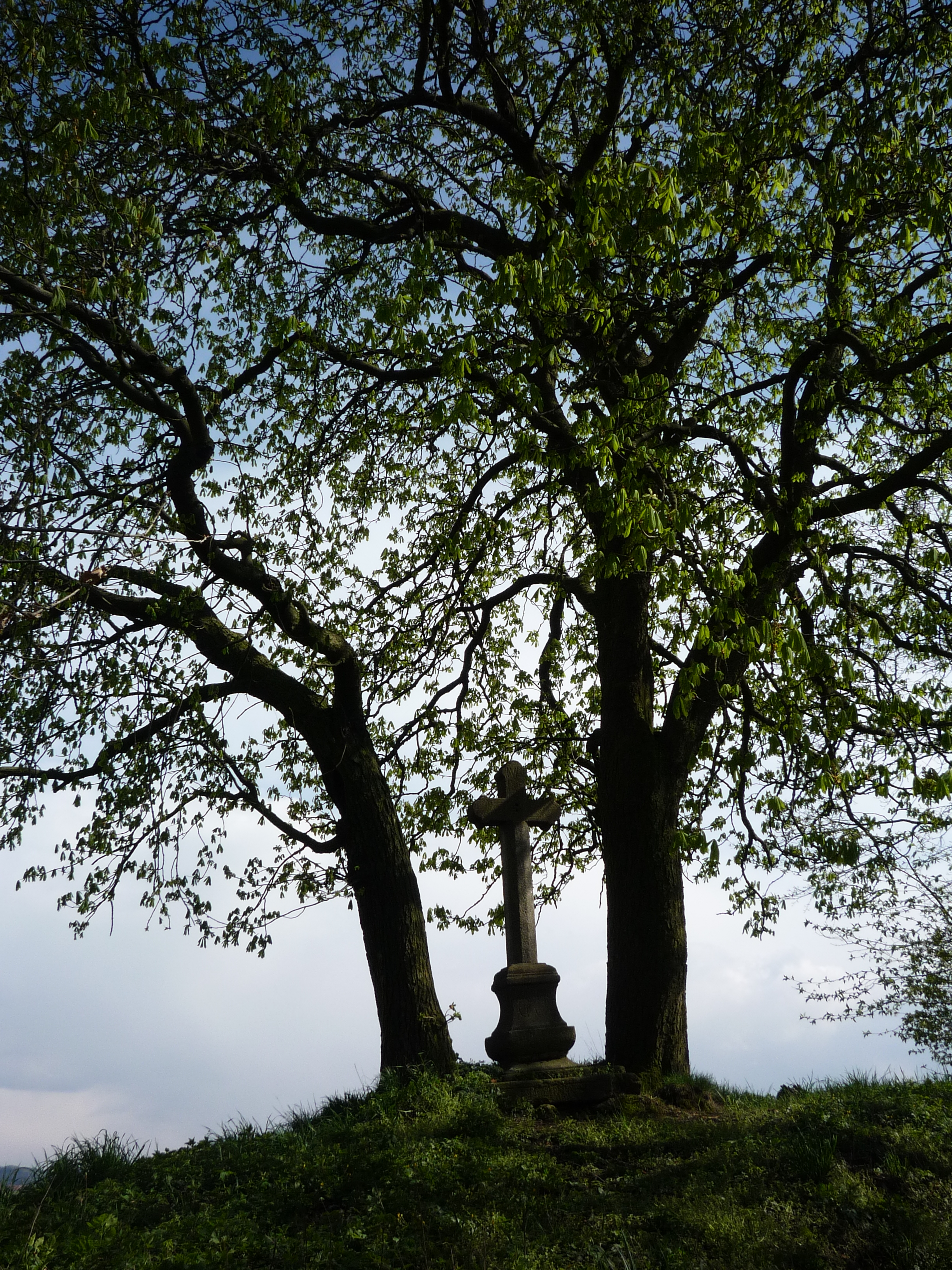
Flurkreuz bei Dolík

Šmolovy (deutsch Schmolow, 1939–45 Schmalhof) ist ein Ortsteil der Stadt Havlíčkův Brod in Tschechien. Er liegt drei Kilometer südwestlich des Stadtzentrums von Havlíčkův Brod und gehört zum Okres Havlíčkův Brod.

## Geographie
Šmolovy befindet sich auf einem Höhenrücken in der Hornosázavská pahorkatina (Hügelland an der oberen Sázava). Östlich liegt das Tal des Baches Žabinec, im Westen das des Úsobský potok. Durch den Ort führt die Staatsstraße I/34 zwischen Havlíčkův Brod und Humpolec. Im Osten verläuft die Bahnstrecke Havlíčkův Brod–Humpolec, der dortige Haltepunkt trägt den Namen Dolík.
Nachbarorte sind Poděbaby, Občiny und Dolní Papšíkov im Norden, Dolík im Nordosten, U Svobodů, U Žaboru, U Straků und Nový Dvorek im Osten, U Culkú, Svatý Kříž und Petrkov im Südosten, Lípa und Malá Lípa im Süden, Michalovice und Kvasetice im Südwesten, Na Horkách, Červený Dvorek und U Chrasti im Westen sowie Hurtova Lhota und Klanečná im Nordwesten.

## Geschichte
Nach der Gründung der Stadt Brod Smilonis wurde in der Mitte des 13. Jahrhunderts in deren Weichbild in ein bis zwei Kilometern Entfernung ein Gürtel von landwirtschaftlichen Einzelhöfen der Broder Bürger angelegt. Die Bewirtschaftung der Höfe erfolgte nicht durch die Bürger selbst, sondern durch freie Erbpächter, die dafür einen festen Schoss zahlten. Die Höfler waren anfänglich ganz freie Bauern und wurden im 14. Jahrhundert unter Befreiung von fast allen Verpflichtungen der Grundobrigkeit untertänig. Im Gegensatz zu den böhmischen Freihöfen waren die Höfler nicht landtäflig belehnt, sie standen mit den Eigentümern in einem erblichen emphyteutischen Verhältnis. Die Rechtsstellung der Höfler ist vergleichbar mit den Künischen Freibauern, nirgends sonst im Königreich Böhmen lagen die Freihöfe in einer solchen Dichte wie um Brod Smilonis. Es wird angenommen, dass die in Sichtweite der Bergstadt befindlichen Höfe befestigt waren und zugleich auch deren Schutz und zur Warnung vor herannahenden feindlichen Truppen dienten.
Die erste schriftliche Erwähnung des Chudenhofes erfolgte im Jahre 1382 als Besitz des Henzlin Czwikovi, dem auch die Wiesen an der Grenze zum Kloster Vallis Sancta Mariae gehörten. Er verkaufte den Hof 1391 an Hermann von Kuttenberg. Nachdem die Stadt Deutschbrod 1422 von den Hussiten unter Jan Žižka erobert und zerstört worden war, bemächtigte sich Nikolaus Trčka von Lípa der Stadtgüter und schlug sie seiner Burg Lipnitz zu. Die meisten der Höfler machte er seinen Meierhöfen Chlístov und Klanečná untertänig. Im Jahre 1484 veräußerten die Herren Trčka von Lípa den Schmalhof bzw. Chudobný dvůr an den Rychtář von Deutschbrod. Der Schmalhof verblieb danach im Besitz der Zemanen Smolovský von Smolov, bis ihn Adam von Smolov 1534 an seinen Broder Nachbarn verkaufte. Der Schmalhof wurde wahrscheinlich nach dieser Zeit aufgegeben und erlosch, auch im Urbar der Herrschaft Světlá von 1591 wird er nicht mehr erwähnt. Die Schmalhofer Fluren mit einer Ausdehnung von 97 Strich wurden auf die umliegenden Höfler aufgeteilt.
Während des Dreißigjährigen Krieges wurden die Höfler in den Einöden um Brod von der Herrschaft Světlá abgetrennt und dem Gut Okrouhlice zugeordnet. Zu Beginn des 18. Jahrhunderts ließ der Besitzer des Gutes Okrouhlice, Johann Peter Straka von Nedabylic und Libčan, den wüsten Schmalhof neu besiedeln. Im Jahre 1719 bestand die neue Siedlung aus drei Bauern - Tomáš Adamec (32 Strich), Jiřík Stárek (42 Strich) und Jan Přibyl (18 Strich), die ihre Felder den umliegenden Höflern Vítův und Urban (Dolík), Pecen, Valenta (U Straků) sowie Panský abgekauft hatten. 1749 gab es in Schmolow unverändert drei Bauerngüter, lediglich die Besitzer hatten gewechselt. In der zweiten Hälfte des 18. Jahrhunderts begann der Ausbau von Schmolow zu einer dörflichen Struktur; bis 1770 waren die ersten drei Chaluppen hinzugekommen, weitere acht wurden bis 1786 errichtet. 
Nach dem Erlöschen des Grafengeschlechts Straka von Nedabylic wurden die drei Güter Okrauhlitz, Liebtschan und Ober Weckelsdorf ab 1771 als Graf Straka Gestift verwaltet. Da die Straka-Akademie nicht zustande gekommen war, wurde 1782 auf Anordnung des Kaisers Joseph II. aus dem Ertrag der drei Güter ein jährliches Stipendium für studierende böhmische Jünglinge adeligen Standes in sämtlichen k. k. Erblanden ausgelobt. 1792 wurden die drei Stiftungsgüter unter die Oberverwaltung des böhmisch-ständischen Landesausschusses gestellt.
Im Jahre 1840 bestand das im Caslauer Kreis gelegene Dorf Schmollow bzw. Schmalhof aus 33 Häusern, in denen 260 Personen lebten. Pfarrort war Teutschbrod. Bis zur Mitte des 19. Jahrhunderts blieb das Dorf der Stiftungsherrschaft Okrauhlitz untertänig.
Nach der Aufhebung der Patrimonialherrschaften bildete Šmolov ab 1849 einen Ortsteil der Gemeinde Okrouhličtí Dvořáci im Gerichtsbezirk Deutschbrod. Ab 1868 gehörte der Ort zum Bezirk Deutschbrod. 1869 hatte Šmolov 209 Einwohner und bestand aus 33 Häusern. Im Jahre 1900 lebten in Šmolov 201 Menschen, 1910 waren es 212. Im Jahre 1924 wurde der Ortsname in Šmolovy abgeändert. 1930 hatte Šmolovy 217 Einwohner und bestand aus 41 Häusern. Am 1. Juli 1960 wurde Okrouhličtí Dvořáci nach Havlíčkův Brod eingemeindet; der Ortsteil Šmolovy wurde abgetrennt und der Gemeinde Michalovice zugeordnet. Am 30. April 1976 erfolgte die Eingemeindung nach Havlíčkův Brod. Durch den Bau zahlreicher Siedlungshäuser verdreifachte sich die Häuserzahl von Šmolovy in der zweiten Hälfte des 20. Jahrhunderts. Beim Zensus von 2001 lebten in den 130 Häusern des Dorfes 449 Personen.

## Ortsgliederung
Zu Šmolovy gehören die Wohnplätze Dolík, Polsko, U Culků, U Straků, U Svobodů und U Vránů.
Der Ortsteil bildet den Katastralbezirk Šmolovy u Havlíčkova Brodu.

## Sehenswürdigkeiten
- Glockenbaum in Šmolovy
- Bergr-Kapelle in Dolík
- Steinernes Flurkreuz bei Dolík
- Stausee Žabinec